# IC 4419
IC 4419 је елиптична галаксија у сазвјежђу Волар која се налази на листи објеката дубоког неба у Индекс каталогу.
Деклинација објекта је + 16° 37' 55" а ректасцензија 14h 25m 54,6s. Привидна величина (магнитуда) објекта IC 4419 износи 15,7 а фотографска магнитуда 16,7. IC 4419 је још познат и под ознакама DRCG 29-35, PGC 84167.